# 茨田皇子
茨田 皇子（まんだ の みこ、敏達天皇7年（579年） - 皇極天皇2年11月11日（643年12月30日））は、飛鳥時代の皇族。用明天皇の第六皇子。母は欽明天皇の皇女・皇后穴穂部間人皇女。聖徳太子の同母弟。上宮王家襲撃事件で山背大兄王らとともに自害したとされる。
| スタブアイコン | サブスタブ | この項目は、まだ閲覧者の調べものの参照としては役立たない、人物に関連した書きかけの項目です。この項目を加筆・訂正などしてくださる協力者を求めています（P:人物伝/PJ:人物伝）。 |